# Svipdagr

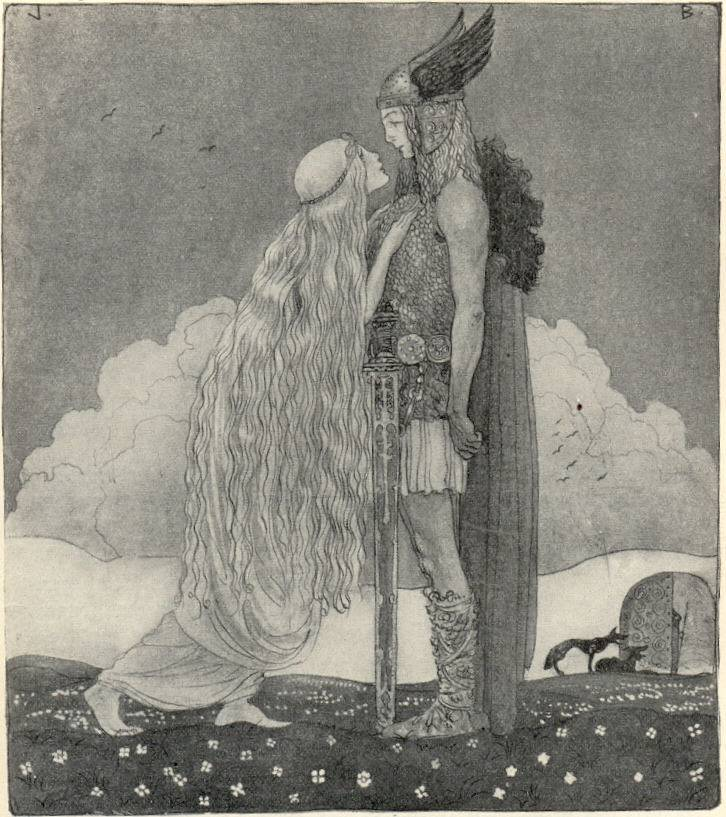
Freyja et Svipdagr, par John Bauer (illustration réalisée en 1911 pour "Our Fathers' Godsaga" de Viktor Rydberg).

Svipdagr est le héros de deux poèmes de la mythologie nordique, le Grógaldr et le Fjölsvinnsmál, que l'on regroupe dans un même ensemble appelé communément le Svipdagsmál.
Dans le premier poème, celui-ci réveille sa mère morte Gróa, une völva, pour qu'elle lui chante les incantations secourables dans sa quête de demander la main de Menglöd.
Dans le deuxième poème, Svipdagr arrive jusqu'au château de Menglöd et provoque un jeu de questions avec le gardien, qui dit se nommer Fiolsvinn « Très vif d'esprit » et lui demande son nom et son origine. Svipdagr dit s'appeler Vindkald « froid comme le vent » et obtient une réponse à ses questions : Fiolsvinn lui apprend que Menglöd est disposée à accueillir un dénommé Svipdagr. Svipdagr révèle alors son véritable nom, celui de son père Solbiart (« Brillant comme le soleil ») et gagne le droit de passage. Il est ensuite accueilli par Menglöd.

## Études et interprétations
Le nom de Svipdagr/Svipdag a été rapprochée du nom Svebdag « le Dag des Suèbes », c'est-à-dire l'ancien dieu germanique du Ciel diurne *Teiwaz (Týr chez les peuples scandinaves), dieu particulièrement honoré par les Suèbes.
Les noms des personnages, les faux comme les vrais, montrent qu'il s'agit d'un récit inspiré de la mythologie du cycle annuel. Le héros lumineux et solaire se fait passer pour un géant hivernal jusqu'à ce que le temps soit venu pour l'accomplissement du destin et sa rencontre avec Menglöd, Aurore de l'année, symbole du printemps,.